# دولت کرت
دولت کرت (به یونانی: Κρητική Πολιτεία) حکومتی بود که در پی مداخله قدرت‌های بزرگ (بریتانیا، فرانسه، ایتالیا، اتریش-مجارستان و روسیه) در سال ۱۸۹۸ در جزیره کرت ایجاد شد. در سال ۱۸۹۷ در پی شورش در جزیره کرت، امپراتوری عثمانی با پادشاهی یونان وارد جنگ شد. این جنگ به مداخله دولت‌های بریتانیا، فرانسه، ایتالیا و روسیه و ایجاد یک حکومت خودمختار در این جزیره انجامید. پیامد نهایی ایجاد این حکومت، ضمیمه شدن کرت به خاک یونان به صورت دفاکتو در سال ۱۹۰۸ و دوژور در سال ۱۹۱۳ بود.